# Primera División 1932/33
Die Primera División 1932/33 war die fünfte Spielzeit der höchsten spanischen Fußballliga. Sie startete am 27. November 1932 und endete am 28. März 1933.

## Vor der Saison
- Als Titelverteidiger ging der erstmalige Meister Madrid FC ins Rennen. Letztjähriger Vizemeister wurde Athletic Bilbao.
- Aufgestiegen aus der Segunda División ist Betis Sevilla.

## Vereine
| Verein            | Stadt           | Stadion                     |
| ----------------- | --------------- | --------------------------- |
| FC Barcelona      | Barcelona       | Camp de Les Corts           |
| Español Barcelona | Barcelona       | Estadi Sarrià               |
| FC Valencia       | Valencia        | Estadio Mestalla            |
| Madrid FC         | Madrid          | Estadio de Chamartín        |
| Deportivo Alavés  | Vitoria-Gasteiz | Estadio Mendizorrotza       |
| Athletic Bilbao   | Bilbao          | Estadio San Mamés           |
| Donostia CF       | San Sebastián   | Estadio de Atotxa           |
| Arenas Club       | Getxo           | Estadio Municipal de Gobela |
| Racing Santander  | Santander       | Estadio El Sardinero        |
| Betis Sevilla     | Sevilla         | Estadio Benito Villamarín   |

## Abschlusstabelle
| Pl. | Verein              | Sp. | S  | U | N  | Tore    | Quote | Punkte |
| --- | ------------------- | --- | -- | - | -- | ------- | ----- | ------ |
| 1.  | Madrid FC (M)       | 18  | 13 | 2 | 3  | 049:170 | 2,88  | 28:80  |
| 2.  | Athletic Bilbao (P) | 18  | 13 | 0 | 5  | 063:300 | 2,10  | 26:10  |
| 3.  | Español Barcelona   | 18  | 10 | 2 | 6  | 033:300 | 1,10  | 22:14  |
| 4.  | FC Barcelona        | 18  | 7  | 5 | 6  | 042:340 | 1,24  | 19:17  |
| 5.  | Betis Sevilla (N)   | 18  | 6  | 5 | 7  | 031:450 | 0,69  | 17:19  |
| 6.  | Donostia CF         | 18  | 6  | 3 | 9  | 041:470 | 0,87  | 15:21  |
| 7.  | Arenas Club         | 18  | 5  | 4 | 9  | 039:440 | 0,89  | 14:22  |
| 8.  | Racing Santander    | 18  | 6  | 2 | 10 | 047:580 | 0,81  | 14:22  |
| 9.  | FC Valencia         | 18  | 4  | 5 | 9  | 034:530 | 0,64  | 13:23  |
| 10. | Deportivo Alavés    | 18  | 5  | 2 | 11 | 021:420 | 0,50  | 12:24  |

Platzierungskriterien: 1. Punkte – 2. Direkter Vergleich  – 3. Torquotient – 4. geschossene Tore
| (M) | Spanischer Meister 1931/32                 |
| (P) | Pokalsieger 1931/32                        |
| (N) | Neuaufsteiger der Segunda División 1931/32 |

## Kreuztabelle
| 1932/33           | Madrid FC | Athletic Bilbao | Español Barcelona | FC Barcelona | Betis Sevilla | Donostia CF | Arenas Club | Racing Santander | FC Valencia | Deportivo Alavés |
| ----------------- | --------- | --------------- | ----------------- | ------------ | ------------- | ----------- | ----------- | ---------------- | ----------- | ---------------- |
| Madrid FC         |           | 0:1             | 2:0               | 2:1          | 4:1           | 6:2         | 8:2         | 4:1              | 6:0         | 2:0              |
| Athletic Bilbao   | 0:2       |                 | 0:2               | 1:3          | 9:1           | 1:2         | 3:1         | 9:5              | 8:2         | 4:0              |
| Español Barcelona | 2:1       | 2:5             |                   | 2:1          | 1:2           | 3:0         | 3:2         | 2:1              | 5:2         | 3:1              |
| FC Barcelona      | 1:1       | 2:3             | 1:1               |              | 4:1           | 3:2         | 5:2         | 4:0              | 4:2         | 2:0              |
| Betis Sevilla     | 0:0       | 1:5             | 1:2               | 2:1          |               | 4:2         | 1:1         | 3:2              | 3:2         | 3:1              |
| Donostia CF       | 1:2       | 2:4             | 6:1               | 2:2          | 2:2           |             | 2:1         | 8:0              | 4:1         | 3:1              |
| Arenas Club       | 1:5       | 4:2             | 0:2               | 5:1          | 3:3           | 6:0         |             | 2:1              | 2:2         | 3:0              |
| Racing Santander  | 4:2       | 0:1             | 3:1               | 4:4          | 2:2           | 7:1         | 2:1         |                  | 2:0         | 9:0              |
| FC Valencia       | 0:1       | 1:5             | 1:1               | 2:2          | 2:1           | 2:2         | 3:2         | 6:2              |             | 5:2              |
| Deportivo Alavés  | 0:1       | 0:2             | 1:0               | 2:1          | 2:0           | 1:0         | 1:1         | 8:2              | 1:1         |                  |

## Nach der Saison
- 1. – Madrid FC – Meister

Absteiger in die Segunda División
- 10. – Deportivo Alavés

Aufsteiger in die Primera División
- Oviedo FC

## Pichichi-Trophäe
Die Pichichi-Trophäe wird jährlich für den besten Torschützen der Spielzeit vergeben.
| Pl. | Nat.                    | Spieler             | Verein          | Tore |
| --- | ----------------------- | ------------------- | --------------- | ---- |
| 1   | Spanien Zweite Republik | Manuel Olivares     | Madrid FC       | 16   |
| 2   | Spanien Zweite Republik | Bata                | Athletic Bilbao | 15   |
| 3   | Spanien Zweite Republik | José Iraragorri     | Athletic Bilbao | 14   |
|     | Spanien Zweite Republik | Guillermo Gorostiza | Athletic Bilbao | 14   |

## Die Meistermannschaft von Madrid FC
(Spieler mit mindestens 5 Einsätzen wurden berücksichtigt; in Klammern sind die Spiele und Tore angegeben)
| 1.        | Madrid FC |
| Madrid FC | - Tor: Ricardo Zamora (18/-) - Abwehr: Ciriaco Errasti (16/-); Jacinto Quincoces (18/-) - Mittelfeld: Leóncito (8/0); Luis Regueiro (17/13); Pedro Regueiro (18/-); Luis Valle (17/-) - Sturm: Eugenio (16/6); Manuel Gurruchaga (14/2); Hilario (18/5); Luis Olaso (10/2); Manuel Olivares (14/16); Josep Samitier (6/3) - Trainer: Robert Firth |